# High Speed 1
High Speed 1 (em inglês: Alta velocidade 1), legalmente denominada Channel Tunnel Rail Link (Ligação ao túnel do Canal da Mancha) é uma ferrovia de alta velocidade que liga Londres na estação de St. Pancras Internacional ao Eurotúnel em direção a França e Bélgica. O projeto custou 5,8 bilhões de libras (800 milhões referentes a reforma da estação St. Pancras).
Foi a primeira ferrovia de alta velocidade a ser construída no Reino Unido.

## História
O projeto para a High Speed 1 (até então, Channel Tunnel Rail Link, ou CTRL) começou na metade dos anos 80, após a confirmação que a França e o Reino Unido construiriam um túnel sob o Canal da Mancha. Inicialmente, foi planejada uma rota através do sudeste de Londres, em direção a uma estação subterrânea a ser construída entre King's Cross e St. Pancras, mas o projeto foi alterado em 1991 por sugestão da Arup para seguir por áreas de brownfield no norte de Kent e leste de Londres, buscando expandir o objetivo do projeto para regeneração, melhoria do transporte ferroviário local e rejuvenescimento urbano.
Em 1993, o Governo do Reino Unido confirmou que traria a ferrovia para a estação de St. Pancras, até então sub-utilizada, e um ano depois foi enviado o projeto de lei parlamentar solicitando a aprovação do projeto. Em paralelo com o processo parlamentar, que duraria dois anos, foi criada uma competição para procurar um parceiro privado para a construção.

### Financiamento
Em fevereiro de 1996 foi anunciado que a London & Continental Railways (LCR) venceu a concessão para projetar, construir, operar e financiar o projeto. Rail Link Engineering, um consórcio formado por Arup, Bechtel, Halcrow & Systra tornou-se gerente de projeto, responsável pelo design, gerenciamento de projeto, aquisição, construção e comissionamento da CTRL, em parceria com a LCR e administrada pela Union Railways, uma subsidiaria.
O plano da LCR era levantar fundos através de uma IPO e venda de títulos de crédito, complementando a receita das operações da Eurostar, na qual a LCR possuía um terço das ações. Porém a demanda não era suficiente para financiar o projeto, e a LCR teve de mudar de planos e procurar recursos públicos para financiar o projeto, o que foi recusado pelo governo, que preferiu negociar um plano de resgate com a Railtrack.
A construção foi dividida em duas seções, a Railtrack fez um contrato para comprar a primeira seção quando concluída e assumiu controle operacional da Union Railways (South), que foi dividida em duas partes (South e North, operadoras das fase 1 e 2 respectivamente), e assumiu os riscos da construção. Railtrack também fez um contrato de opção de compra para a seção 2 na mesmo princípio.

### Construção
A construção da primeira fase começou em outubro de 1998, seis meses após a programação inicial, e foi inaugurada em 28 de setembro de 2003. A fase 2 foi inaugurada em 14 de novembro de 2007.

## Operação
A High Speed 1 foi construída para operação mista, permitindo trafego de trens a 300 km/h e também trens de carga. O sistema de segurança utilizado é o TVM 430, o mesmo utilizado nas linhas de alta velocidade da França.
A manutenção e operação da ferrovia é feita pela Network Rail, mediante contrato.
Em 30 de Julho de 2003 um Eurostar e300 atingiu um novo recorde de velocidade no Reino Unido, com a velocidade de 334,7 km/h, ultrapassando o antigo recorde de 1979, de 259,5 km/h.

## Serviços
A High Speed 1 recebe serviços de alta velocidade da Eurostar e da Southeastern, e serviços de carga da East Midlands Railway.

## Estações
| Estação                           | Imagem                                       | Distância de Londres | Transferências | Localização               |
| --------------------------------- | -------------------------------------------- | -------------------- | --- | ------------------------- |
| St. Pancras Internacional         | Fachada da estação St. Pancras Internacional | 0 km (0 mi)          | Circle line Hammersmith & City line Metropolitan line Northern line Piccadilly line Victoria line Thameslink East Midlands Railway Southeastern | Londres, Grande Londres   |
| Stratford Internacional           | Entrada da estação Stratford International   | 9 km (5,6 mi)        | Jubilee line Docklands Light Railway | Stratford, Grande Londres |
| Ebbsfleet Internacional           | Entrada da estação Ebbsfleet International   | 37 km (23 mi)        | Southeastern | Dartford, Kent            |
| Ashford Internacional             | Entrada da estação Ashford International     | 90 km (56 mi)        | Southeastern | Ashford, Kent             |
| Dollands Moor (Terminal de carga) | Terminal de carga Dollands Moor              | 106 km (65,9 mi)     | | Folkestone, Kent          |
| Eurotúnel em direção à França     |                                              |                      | |                           |